# 科索巴鄉
44°32′N 25°49′E / 44.533°N 25.817°E
科索巴鄉（羅馬尼亞語：Cosoba, Giurgiu），是羅馬尼亞的鄉份，位於該國南部，由久爾久縣負責管轄，面積15平方公里，海拔高度111米，2007年人口2,406，人口密度每平方公里164人。